# Supergromada w Pawiu-Indianinie
Supergromada w Pawiu-Indianinie – supergromada galaktyk znajdująca się w gwiazdozbiorach Pawia i Indianina w odległości 230 milionów lat świetlnych. Jest to sąsiednia gromada Supergromady Lokalnej.
Supergromada w Pawiu-Indianinie nie jest uważana za znaczącą supergromadę. Jest to słabo widoczna supergromada. Zakrzywia się ona łącząc z bogatą gromadą w Węgielnicy (Abell 3627) oraz ostatecznie z Supergromadą w Centaurze tworząc w ten sposób ścianę galaktyk.
| Nazwa      | Rektascensja (J2000) | Deklinacja (J2000) | Redshift (z) | Odległość w mln ly | Klasa obfitości |
| ---------- | -------------------- | ------------------ | ------------ | ------------------ | --------------- |
| Abell 3627 | 16h 15m 30s          | -60° 54′ 00″       | 0,0145       | 200                | 1               |
| Abell 3656 | 20h 00m 30s          | -38° 32′ 00″       | 0,0178       | 245                | 0               |
| Abell 3698 | 20h 36m 00s          | -25° 17′ 00″       | 0,0188       | 260                | 1               |
| Abell 3742 | 21h 06m 42s          | -47° 09′ 00″       | 0,0152       | 210                | 0               |

Wizualnie w pobliżu Supergromady w Pawiu-Indianinie znajduje się również gromada Abell 3747, jest to jednak gromada tła.
| Nazwa                     | Rektascensja (J2000) | Deklinacja (J2000) | Redshift (z) | Odległość w mln ly |
| ------------------------- | -------------------- | ------------------ | ------------ | ------------------ |
| Grupa IC 4765             | 18h 47m 42s          | -63° 19′ 00″       | 0,0149       | 205                |
| Grupa NGC 6753 / IC 4837A | 19h 09m 42s          | -55° 07′ 00″       | 0,0103       | 145                |
| Grupa NGC 6769 / IC 4845  | 19h 17m 48s          | -60° 31′ 00″       | 0,0134       | 185                |
| Grupa ESO 185-54          | 20h 03m 24s          | -55° 56′ 00″       | 0,0144       | 200                |
| Grupa NGC 6868            | 20h 09m 48s          | -48° 15′ 00″       | 0,0095       | 130                |
| Grupa NGC 6876            | 20h 18m 30s          | -70° 53′ 00″       | 0,0127       | 175                |
| Grupa NGC 7172 / IC 5156  | 22h 02m 12s          | -32° 24′ 00″       | 0,0089       | 125                |
| Grupa IC 5250 / NGC 7329  | 22h 47m 30s          | -65° 06′ 00″       | 0,0108       | 150                |

Dwie różne grupy z tej supergromady, grupę IC 4765 oraz grupę NGC 6876, nazywa się czasem Grupą Pawia. Grupa NGC 6868 bywa nazywana Grupą Lunety.